# Студена (Перникская область)
Студена (болг. Студена) — село в Болгарии. Находится в Перникской области, входит в общину Перник. Население составляет 1 738 человек.

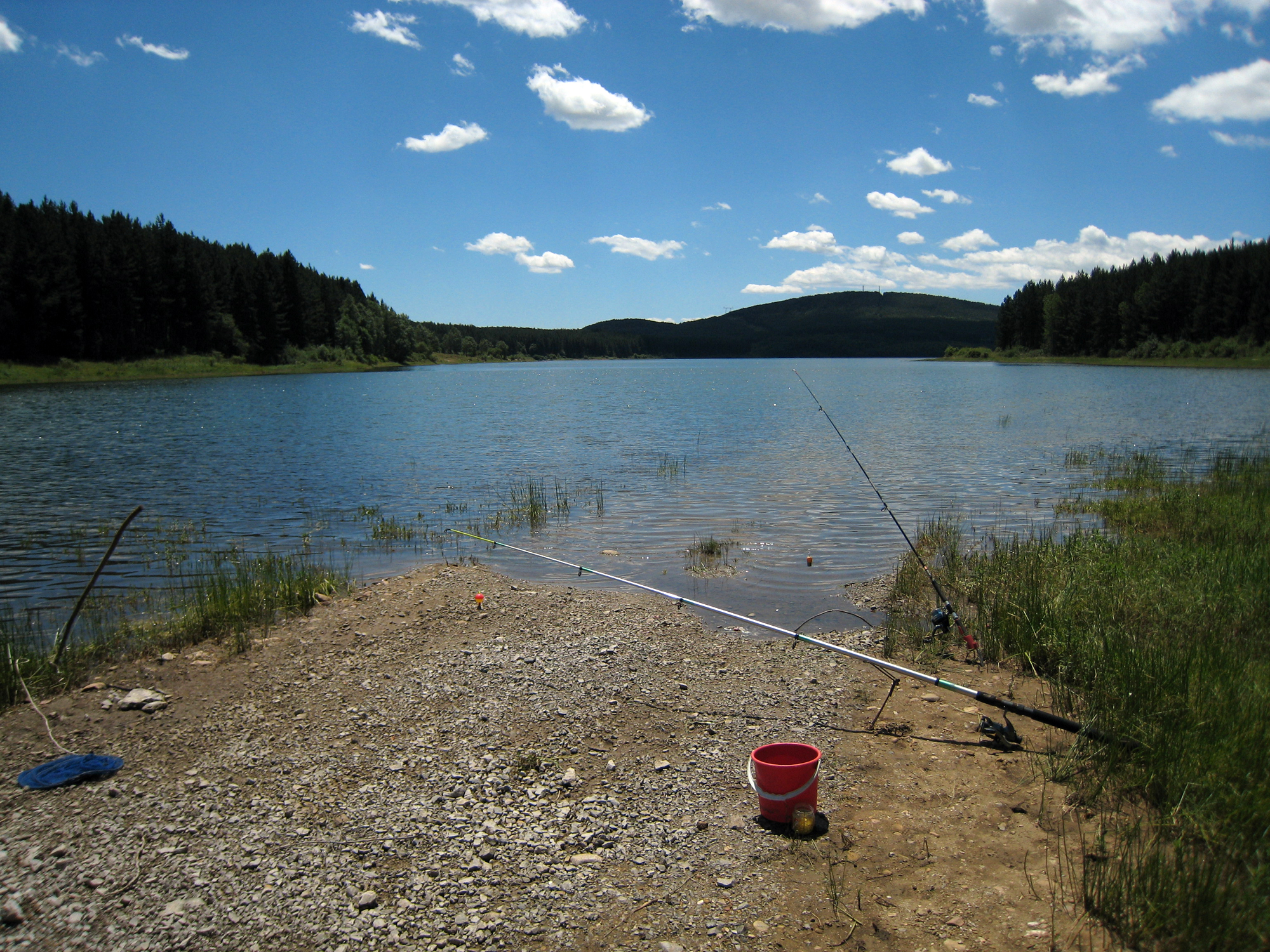
Озеро плотины "Студена", находящейся рядом с селом Студена

## Политическая ситуация
В местном кметстве Студена, в состав которого входит Студена, должность кмета (старосты) исполняет Валери Любенов Спасов (коалиция в составе 2 партий: Болгарская социал-демократия (БСД), Болгарская социалистическая партия (БСП)) по результатам выборов правления кметства.
Кмет (мэр) общины Перник — Росица Йорданова Янакиева (коалиция в составе 2 партий: Болгарская социал-демократия (БСД), Болгарская социалистическая партия (БСП)) по результатам выборов в правление общины.